# Fushi (Alif Alif)
Pour les articles homonymes, voir Fushi.
Fushi (divehi : ފުށި) ou Fushifaru est une petite île inhabitée des Maldives. 

## Géographie
Fushi est située dans le centre des Maldives, au Nord-Est de l'atoll Ari, dans la subdivision de Alif Alif. 